# Hydrictis maculicollis
La nutria moteada o nutria manchada (Hydrictis maculicollis) es una especie de mamífero carnívoro de la familia Mustelidae, y el único miembro actual del género Hydricitis. Es nativo del África subsahariana.

## Características físicas

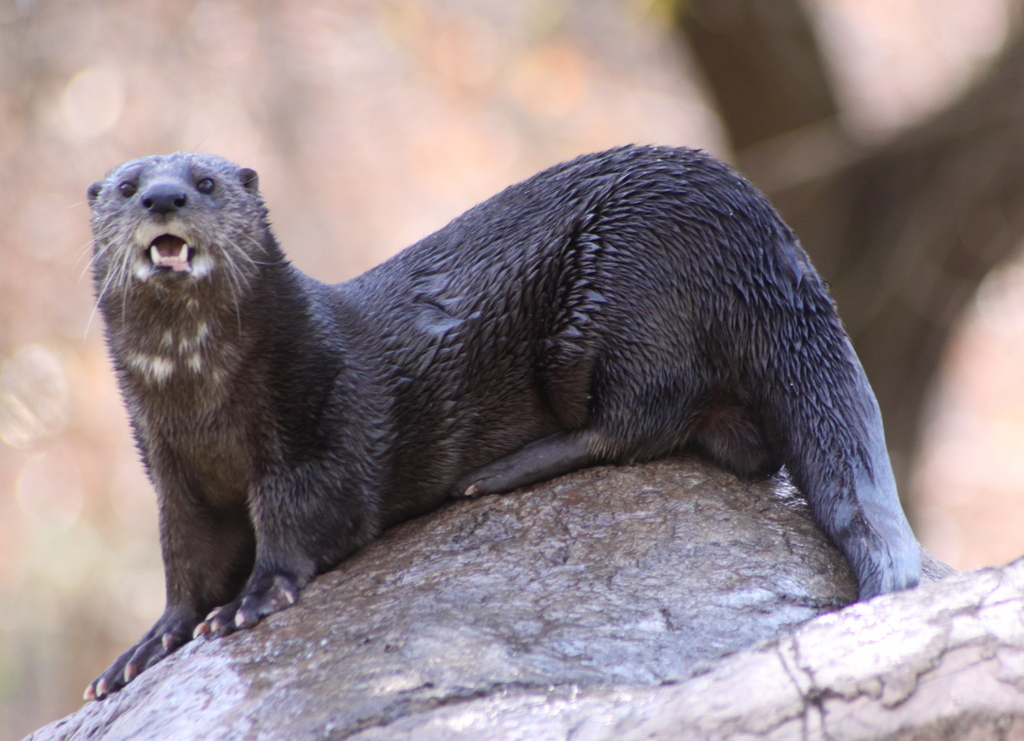

En promedio, mide un metro de longitud y pesa alrededor de seis kg. Al igual que otras nutrias es elegante y tiene las patas palmeadas para nadar. Su pelaje es de color marrón oscuro y con manchas claras alrededor de la garganta.
Se alimenta de peces y crustáceos en los ríos y lagos. Busca aguas claras con buena visibilidad de las presas. 
Viven frecuentemente en grupos familiares. La hembra tiene una camada de tres crías en una madriguera subterránea y se preocupa por ellos durante casi un año.
Es un animal inteligente, capaz de utilizar las piedras para abrir conchas lo que podría considerarse un uso de herramientas rudimentarias. Vocaliza diversos llamados con sonidos altos y silbidos.
Su población está en descenso, debido principalmente a la destrucción de su hábitat y a la contaminación de las aguas claras. Es perseguida como carne por animales silvestres.